# Ida Schumacher

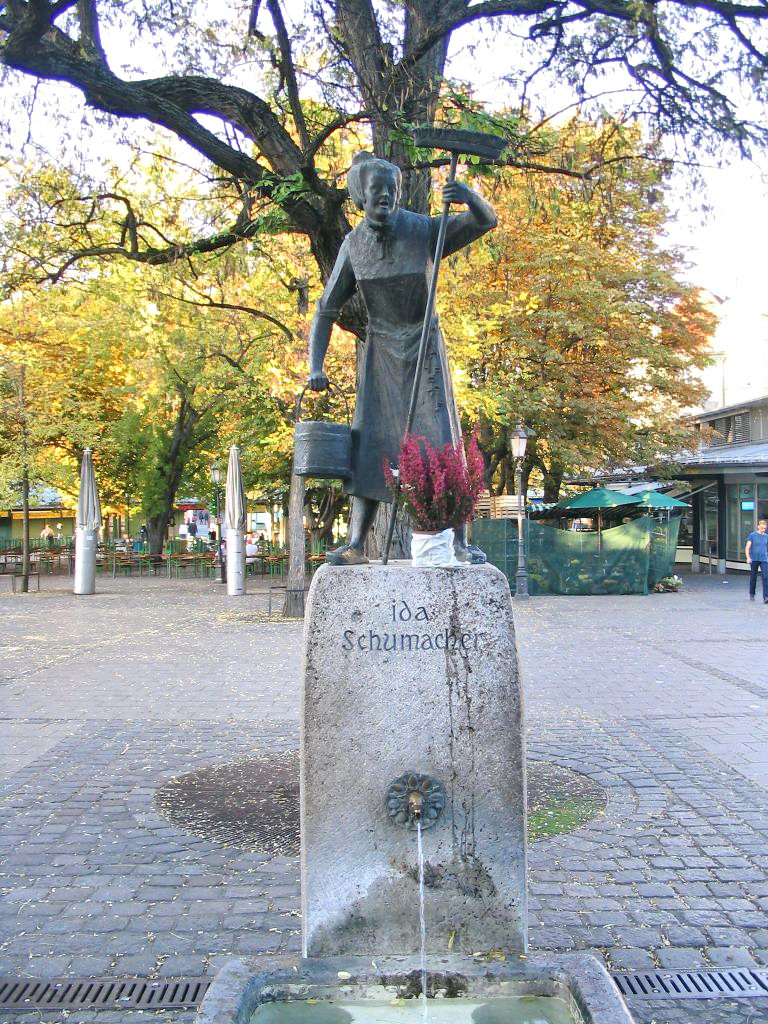
Ida-Schumacher-Brunnen am Viktualienmarkt
von Marlene Neubauer-Woerner, 1977

Ida Schumacher (* 5. März 1894 in Arnstorf, Niederbayern als Ida Stömmer; † 6. April 1956 in Gauting) war eine bayerische Theaterschauspielerin, Hörspielsprecherin und Komödiantin.

## Leben und Karriere
1894 im niederbayrischen Arnstorf geboren wurde Ida Stömmer bereits mit dreizehn Jahren zunächst für den Chor des Münchner Künstlertheaters entdeckt. Später studierte sie Gesang, verlor aber 1930 nach einer schweren Erkältung ihre Stimme und bekam eine Stimmbandlähmung, deren Folge ihr späteres Markenzeichen, die heisere, verquetschte Stimme, war. Nach mehreren Engagements an verschiedenen Theatern machte sie in den Jahren 1949 bis 1956 eine beispiellose Spätkarriere als „Ratschkathl“ und war als Volksschauspielerin an Theatern in Nürnberg, Tegernsee und am Platzl in München erfolgreich.
Unvergessen bleibt sie nicht nur den Münchnern als „Ratschkathl“, einer Bühnenfigur, die Elise Aulinger schuf und die Ida Schumacher perfektionierte. Zu ihren bekanntesten Figuren zählen außerdem die Oardandlerin (Eierhändlerin) und die Trambahnschienenritzenreinigungsdame (Ode an den Rollwagerladmiral).
Ida Schumacher starb im Alter von 62 Jahren an Krebs.

## Grabstätte

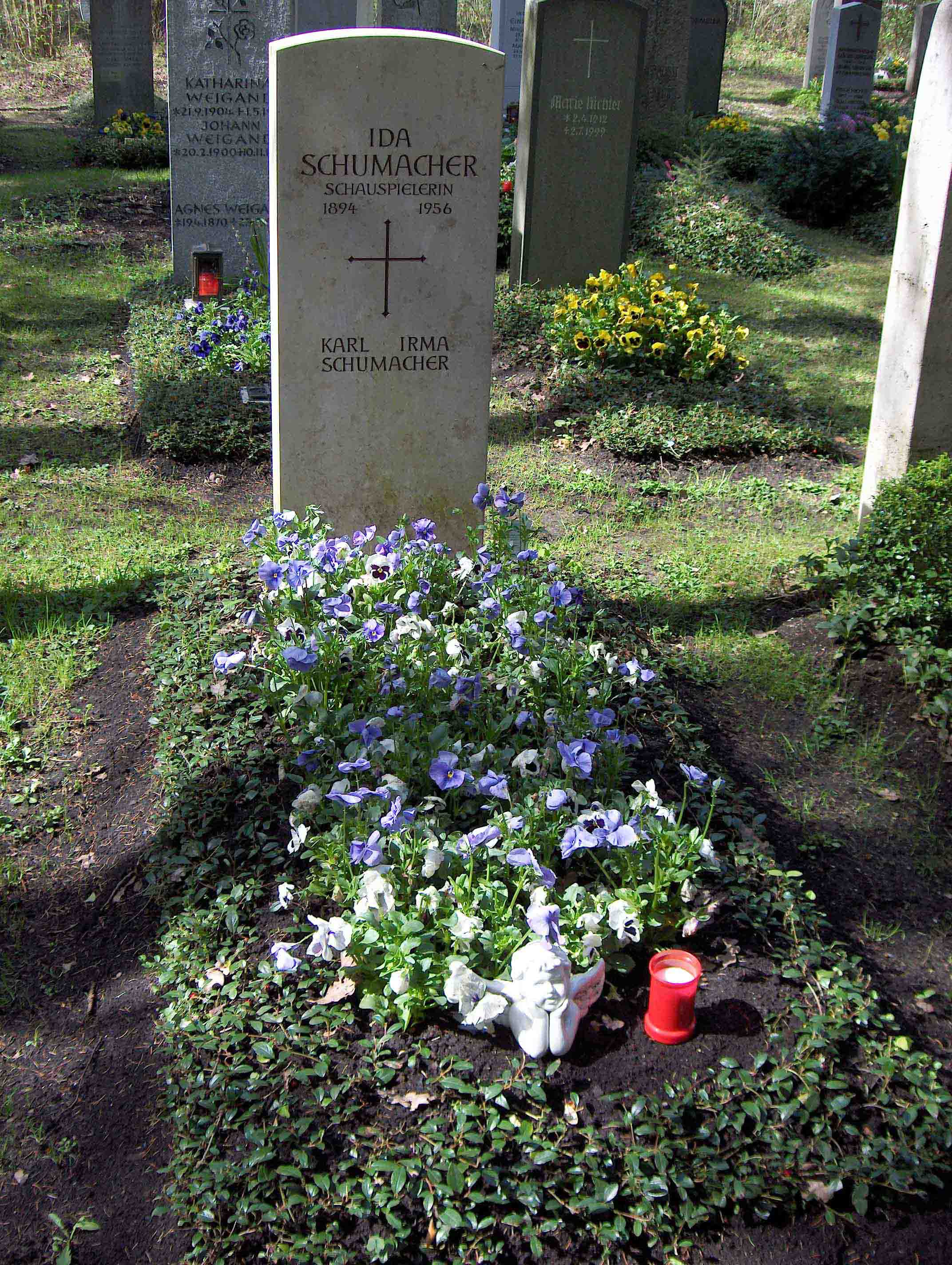
Grab von Ida Schumacher auf dem Münchner Waldfriedhof

Die Grabstätte von Ida Schumacher befindet sich auf dem Münchner Waldfriedhof (Grabnr. 222-2-219).

## Ehrungen
Als einer von nur sechs Münchner Volksschauspielern und -sängern wurde zu Ehren von Ida Schumacher 1977 auf dem Viktualienmarkt ein Brunnendenkmal, eine Bronzefigur von Marlene Neubauer-Woerner, errichtet.

## Namensgeberin für Straßen
Nach Ida Schumacher wurde 1968 in München im Stadtteil St. Ulrich (Stadtbezirk 25 - Laim) der Ida-Schumacher-Weg benannt.Lageplan
In ihrem Geburtsort Arnstorf ist die Ida-Schumacher-Straße nach ihr benannt.Lageplan